# Fredehiem
Fredehiem is het voormalige kerkgebouw van de Vrijzinnig Hervormden aan het Kleinzand in de binnenstad van Sneek.
De Vrijzinnig Hervormde Vrouwengroep Fredehiem werd opgericht in 1933 en huist in het pand Kleinzand 18. Sindsdien maakt het pand deel uit van het Fries Scheepvaart Museum. Het gebouw, van oorsprong een woonhuis, stamt uit 1813 en is gebouwd naar ontwerp van A. Bruinsma. 
Fredehiem is een de rijksmonumenten in de stad Sneek, onder meer vanwege de aanwezigheid van een mezzaninoverdieping en een schilddak met hoekschoorstenen. Ook de omlijste deur, gesneden kroonlijst en 4 stoeppalen maken het geheel rijksmonumentwaardig.